# Gerhard Voigt (Künstler)

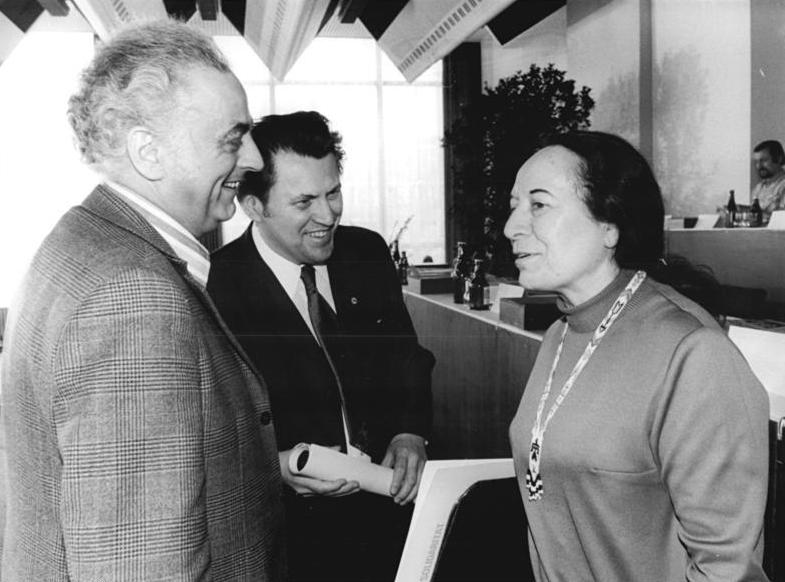
Gerhard Voigt (links) mit Horst Weiß (Mitte) und Lea Grundig auf dem VII. Kongress des VBK (1974)

Gerhard Voigt (* 7. März 1926 in Halle (Saale); † 13. August 2005 ebenda) war ein deutscher Graphiker. Er war Vizepräsident des Verbandes Bildender Künstler der DDR.

## Leben
Voigt legte 1944 in Berlin das Abitur ab. Er beantragte am 28. Januar 1944 die Aufnahme in die NSDAP und wurde zum 20. April desselben Jahres aufgenommen (Mitgliedsnummer 9.711.895). Anschließend nahm er als Soldat der Wehrmacht am Zweiten Weltkrieg teil und wurde verwundet. 1945/1946 machte er eine Lehre als Schildermaler. Von 1946 bis 1949 studierte er an der Kunstschule und an den Werkstätten der Stadt Halle bei Walter Funkat. Von 1946 bis 1949 studierte er an der Hochschule für industrielle Formgestaltung Halle, Burg Giebichenstein. Voigt trat 1948 der NDPD bei. Zwischen 1949 und 1952 leitete er die graphischen Ateliers des Verkehrs- und Werbebüros Halle (Saale). Von 1952 bis 1977 war er freischaffender Gebrauchsgraphiker in Halle (Saale). Ab 1968 war er Vizepräsident des Verbandes Bildender Künstler der DDR.
Ab 1977 war er Fachbereichsleiter und von 1978 bis 1991 Professor für Gebrauchsgraphik an der Hochschule für industrielle Formgestaltung Halle, Burg Giebichenstein in Halle (Saale).
Voigt gestaltete zahlreiche Briefmarken für die Deutsche Post der DDR und weitere gebrauchsgrafische Arbeiten wie Werbeanzeigen, Plakate, Signets und Buchumschläge. Mit Elisabeth Graul (* 1939), Hannelore Heise und Liane Kotulla entwickelte er Piktogramm-Systeme für die Stadt Halle.
Voigt hatte eine bedeutende Anzahl von Einzelausstellungen und Ausstellungsbeteiligungen in der DDR, u. a. von 1958 bis 1988 in Dresden von der Vierten Deutschen Kunstausstellung bis zur X. Kunstausstellung der DDR, und war auf vielen Ausstellungen im Ausland vertreten.

## Auszeichnungen
- Händel-Preis des Bezirks Halle (1962)
- Kunstpreis der Stadt Halle (1969)
- Kunstpreis der DDR (1971)
- Sonderpreis der V. Plakatbiennale Warschau (1974)
- Vaterländischer Verdienstorden in Bronze (1976)
- Kunstpreis des DTSB (1977)
- Hans-Grundig-Medaille (1982)
- Nationalpreis der DDR III. Klasse für Kunst und Literatur (1985)

## Werke (Auswahl)

### Plakate (Auswahl)
- bunte erden in formender hand, Galerie Moritzburg (1958)[3]
- Staatliche Galerie Moritzburg (1958)[4]
- Frieden der Welt (Bild für Schautafel, 1958)[5]

- Johann Joachim Winckelmann (1968)
- Laternenfest (1969)
- Händelfestspiele der DDR (1970, 1973, 1978, 1979, 1981)
- Solidarität (1974)
- Antiimperialistische Solidarität (1981)
- Unser Vorschlag gilt: Wir sind dialogbereit für Frieden und Abrüstung (1981) – Erster Preis des internationalen Plakatwettbewerbs der UNO in Vorbereitung der 2. UN-Sondertagung für Abrüstung im Mai 1982

### Werbeanzeigen und Signets (Auswahl)
- VEB Hydrierwerk Zeitz (Werbeanzeige, 1958)[6]
- VEB Chemisches Werk Buna, Schkopau (Werbeanzeige, 1958)[7]
- Vereinigung Volkseigener Betriebe (Logo, Entwurf, nicht realisiert, 1958)[8]

### Briefmarken (Auswahl)
| Briefmarke | Anlass, Motiv | Jahr |
| ---------- | --- | ---- |
|            | 1000 Jahre Halle (Saale): Hallknechte vor der Burg Giebichenstein (10 Pf) Chemiker vor Hallenser Bauwerken, unter anderem Roter Turm und Franckesche Stiftungen (20 Pf.)                                                                            | 1961 |
|            | Für den Weltfrieden: Frédéric Joliot-Curie (20 Pf.) Bertha von Suttner (25 Pf.) Carl von Ossietzky (50 Pf.) | 1964 |
|            | Silbermannorgeln: Silbermann-Orgel, Stadtkirche St. Georg in Rötha (10 Pf.) Silbermann-Orgel, Freiberger Dom (20 Pf.) Silbermann-Orgel, Dorfkirche in Fraureuth (35 Pf.) Silbermann-Orgel, Katholische Hofkirche in Dresden (50 Pf.)                | 1976 |
|            | Optisches Museum der Carl-Zeiss-Stiftung in Jena: Mikroskop von Huntley; London, 1740 (20 Pf.) Mikroskop von Magny; Paris, 1751 (25 Pf.) Mikroskop von Giovanni Battista Amici; Modena, 1845 (35 Pf.) Mikroskop von Carl Zeiss; Jena, 1873 (70 Pf.) | 1980 |

### Fachpublikationen (unvollständig)
- Gebrauchsgrafik im Sozialismus. Verlag für Agitations- und Anschauungsmittel, Berlin, 1981

## Einzelausstellungen (unvollständig)
- 1985: Cottbus, Staatliche Kunstsammlungen (Plakate)
- 1986: Halle/Saale, Galerie Roter Turm der Staatlichen Galerie Moritzburg (Plakate)
- 1991: Halle/Saale, Galerie Marktschlösschen („Gerhard Voigt und Schüler“)
- 2001: Halle/Saale, Ausstellung des Halleschen Kunstvereins "Gerhard Voigt (Halle/Saale) – Grafikdesign für Kultur" vom 10. März bis 6. Mai 2001 in der Foyergalerie im Opernhaus Halle
- 2015: Halle/Saale, Kunstvereinsgalerie der Oper Halle („Drei markante "Burg"- Lehrer. Willi Sitte, Gerhard Voigt, Hannes H. Wagner“)[9]

### Ausstellungskataloge
- Gerhard Voigt: Plakate, Broschüren, Kataloge, Prospekte, Buchumschläge, Anzeigen, Briefmarken, Firmenzeichen, Signets. Staatliche Galerie Moritzburg, Halle (Saale) 1976 (Ausstellungskatalog Staatliche Galerie Moritzburg, Halle: 15. Oktober – 28. November 1976; Museum Romanisches Haus, Bad Kösen: 10. April – 26. Juni 1977).
- Hans-Georg Sehrt (Hrsg.):  Gerhard Voigt und Schüler. Burg Giebichenstein, Halle (Saale) 1991. (Ausstellung Gerhard Voigt und Schüler, Halle: 4. Januar – 7. März 1991)